# ويليام آدامز ديلانو
ويليام آدامز ديلانو (بالإنجليزية: William Adams Delano)‏ هو مهندس معماري أمريكي، ولد في 21 يناير 1874 في نيويورك في الولايات المتحدة، وتوفي بنفس المكان في 12 يناير 1960.